# Нови Болман
Нови Болман је насељено место у Барањи, општина Јагодњак, Република Хрватска.

## Становништво
На попису становништва 2011. године, Нови Болман је имао 122 становника.

## Попис 1991.
На попису становништва 1991. године, насељено место Нови Болман је имало 215 становника, следећег националног састава:
| Попис 1991.‍  | Попис 1991.‍  | Попис 1991.‍ | Попис 1991.‍ | Попис 1991.‍ |
| ------------ | ------------ | ----------- | ----------- | ----------- |
|              |              |             |             |             |
| Срби         | Срби         |             | 163         | 75,81%      |
| Југословени  | Југословени  |             | 15          | 6,97%       |
| Хрвати       | Хрвати       |             | 14          | 6,51%       |
| Мађари       | Мађари       |             | 12          | 5,58%       |
| остали       | остали       |             | 1           | 0,46%       |
| неопредељени | неопредељени |             | 2           | 0,93%       |
| непознато    | непознато    |             | 8           | 3,72%       |
| укупно: 215  |              |             |             |             |